# Vičice
Vičice (německy Witschitz) jsou vesnice v Mostecké pánvi v okrese Chomutov. Stojí v nadmořské výšce okolo 225 metrů asi deset kilometrů jižně od Chomutova a tři kilometry jihovýchodně od Března, ke kterému patří jako část obce. Dominantou vesnice obklopené ovocnými sady je vičický zámek.
Vičice leží v katastrálním území Březno u Chomutova o výměře 37,3 km².

## Název
Původní název vesnice zněl Byčice a byl odvozen ze jména Býk ve významu ves lidí Býkových. V historických pramenech se jméno vesnice vyskytuje ve tvarech: v Byčicích (1556), Biczicze (1591), zu Witzschitz (1597), Klein Witschitz (1607), na Malých Byčicích (1615), Biczieze (1623), Wincžicze (1654), w Malych Wycžiezych (1670) a Witschitz nebo Wičice (1846). Existuje také výklad, podle kterého je název vsi odvozen z osobního jména Vít nebo podstatného jména víno.

## Historie

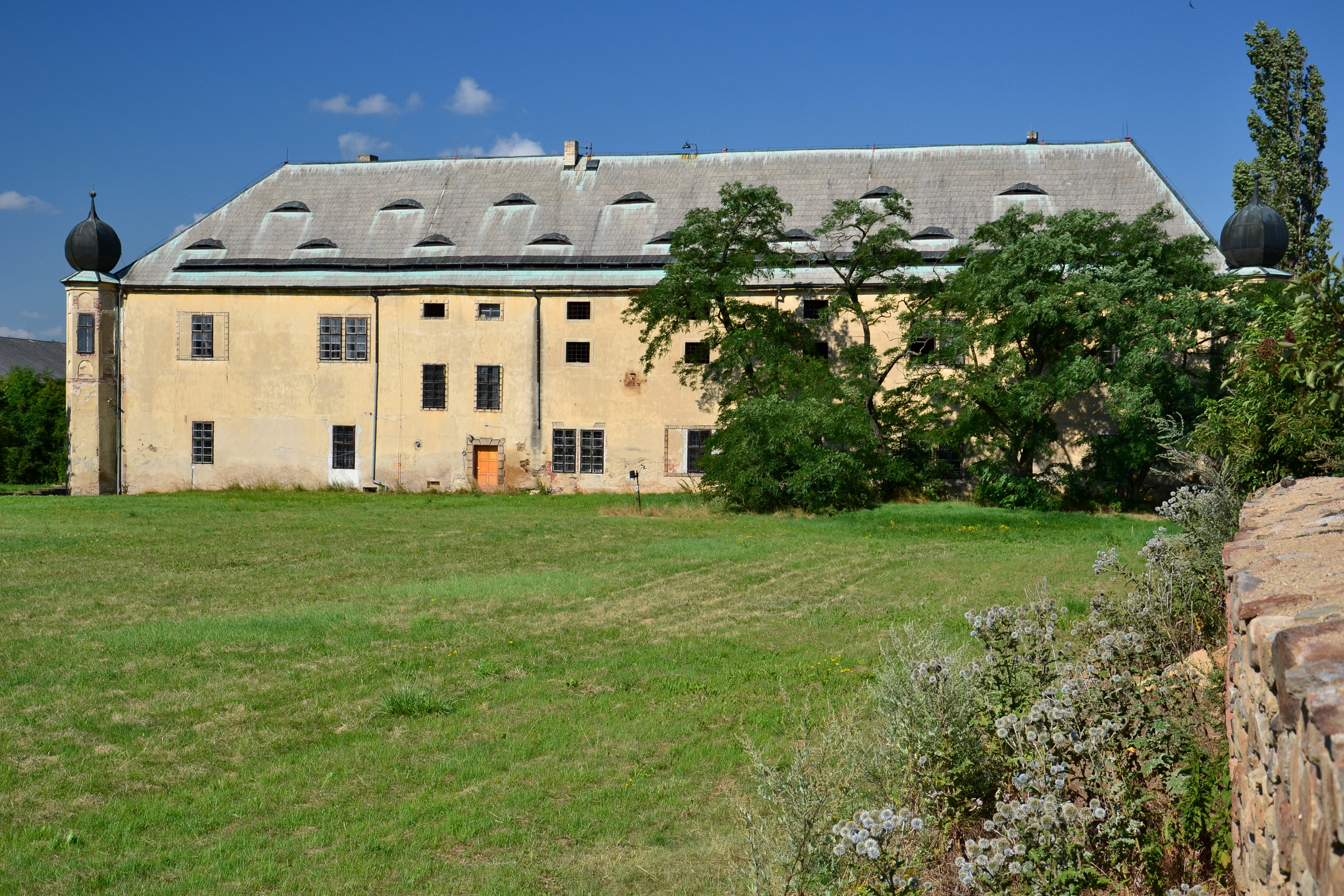
Zahradní průčelí vičického zámku

První písemná zmínka o Vičicích pochází z roku 1352, kdy vesnice patřila bratrům Albertovi, Bedřichovi a Dětřichovi ze Šumburka. Informace o dalších majitelích pochází až ze druhé poloviny šestnáctého století. Tehdy byla vesnice rozdělena mezi několik majitelů, ke kterým patřil Karel Hruška z Března, Arnošt z Zettelbergu a Vilém z Doupova. Karel Hruška snad zahájil stavbu panského sídla, ale v roce 1591 svou část prodal Linhartu Štampachovi ze Štampachu. Ten na počátku sedmnáctého století koupil také podíl Arnošta z Zettelbergu. Linhartův syn Jan Jindřich Štampach nakonec v roce 1614 získal i část Viléma z Doupova, a sjednotil tak vesnici pod jednu vrchnost. Štampachům Vičice patřily až do začátku třicetileté války. Jan Jindřich Štampach se zúčastnil stavovského povstání, za což byl odsouzen ke ztrátě veškerého majetku. Vesnici potom získal do zástavy Jaroslav Bořita z Martinic.
Od Jaroslava Bořity Martinice vesnici koupil jeho zeť Florián Žďárský ze Žďáru. Později se stala součástí martinického panství Ahníkov, u kterého zůstala až do zrušení poddanství. Podle berní ruly z roku 1654 byly po třicetileté válce Vičice ve špatném stavu. Žili v nich dva sedláci a sedm chalupníků. Sedlákům patřilo sedm potahů a spolu s chalupníky chovali třináct krav, jedenáct jalovic, čtyři prasata, 27 ovcí a dvanáct koz. Jeden ze sedláků měl šenk. Zemědělství bylo dominantním zdrojem obživy i následujících obdobích. Základem bylo pěstování obilí a chov dobytka, ale pěstovala se také řepa a menší množství kukuřice a chmele. Na konci devatenáctého století ve vsi žili také živnostníci, ke kterým patřili švec a kovář, byl tu jeden hostinec, obchod a obchod s ovocem.
Severně od vesnice, v místech bývalých dolů Florián a Josef nedaleko Kopečku, byl v roce 1918 otevřen důl nový hnědouhelný důl Karel. Průzkumem zde bylo zjištěno pět uhelných slojí v hloubce až 120 metrů, ale těžila se pouze svrchní sloj z hloubky 45 metrů. V dole fungoval parní stroj s výkonem dvacet koňských sil a ve dvousměnném provozu zde pracovalo padesát horníků, kteří denně vytěžili padesát tun uhlí. Kvůli špatnému odbytu zdejšího nekvalitního uhlí byl provoz po vytěžení dvaceti až padesáti tisíc tun nejpozději v roce 1922 ukončen.
Koncem druhé světové války do vesnice přicházeli lidé, kteří prchali před válečnými událostmi. Po válce však bylo původní německé obyvatelstvo vysídleno. Počet obyvatel tak klesl na méně než polovinu předválečného stavu, a dále klesal. Na zámku hospodařil státní statek, ale budovu neudržoval, a zámek postupně zchátral. Jeho rekonstrukci zahájila až na konci dvacátého století firma Sady a školky Vičice, která v okolí hospodařila na 140 hektarech půdy. Na většině půdy rostou ovocné sady, ale vznikly také vinice. V roce 2012 vznikla firma Vinařství Mikulášek zaměřená na pěstování révy a výrobu vína.

## Obyvatelstvo
Při sčítání lidu v roce 1921 zde žilo 164 obyvatel (z toho 89 mužů), z nichž bylo šest Čechoslováků, 154 Němců a čtyři lidé jiné národnosti. S výjimkou tří lidí bez vyznání byli římskými katolíky. Podle sčítání lidu z roku 1930 měla vesnice 113 obyvatel: osmnáct Čechoslováků, 113 Němců a tři cizince. Kromě katolíků zde žili také dva členové církve československé a dva členové jiných neuvedených církví.
|                                                                                      | 1869 | 1880 | 1890 | 1900 | 1910 | 1921 | 1930 | 1950 | 1961 | 1970 | 1980 | 1991 | 2001 | 2011 | 2021 |
| ------------------------------------------------------------------------------------ | ---- | ---- | ---- | ---- | ---- | ---- | ---- | ---- | ---- | ---- | ---- | ---- | ---- | ---- | ---- |
| Obyvatelé                                                                            | 135  | 134  | 162  | 157  | 148  | 164  | 113  | 51   | 47   | 47   | 49   | 26   | 28   | 24   | 31   |
| Domy                                                                                 | 17   | 18   | 20   | 20   | 19   | 20   | 19   | 15   | 43   | 12   | 11   | 15   | 11   | 11   | 11   |
| Počet domů z roku 1961 zahrnuje i domy místních částí Kopeček, Nechranice a Stranná. |      |      |      |      |      |      |      |      |      |      |      |      |      |      |      |

## Obecní správa
Po zrušení patrimoniální správy se Vičice roku 1850 staly samostatnou obcí, ale v letech 1869 a 1880 byly osadou Stranné. Později se znovu osamostatnily a jako obec jsou uváděny v letech 1890–1950. Stranná je naopak spolu s Kopečkem jako osada Vičic uváděna roku 1950. Podle Historického lexikonu obcí byla vesnice roku 1961 připojena k Březnu, ale podle Zdeny Binterové se nejprve roku 1963 stala součástí Střezova a teprve od 14. června 1964 je částí Března.
Při volbách do obecních zastupitelstev konaných 22. května 1938 ve Vičicích žilo 73 voličů. Volby však neproběhly, protože kandidátní listinu podala pouze Sudetoněmecká strana, která se tak automaticky stala vítězem voleb.

## Pamětihodnosti
- Barokní zámek Vičice
- Usedlost čp. 6